# Американское онкологическое общество
Американское онкологическое общество (ACS) — общенациональная добровольная организация здравоохранения, занимающаяся борьбой с раком. Была основана в 1913 году и на данном этапе своего существования состоит как из добровольцев-медиков, так и из непрофессионалов, работающих в более чем 250 региональных отделениях по всей территории Соединенных Штатов. Штаб-квартира расположена в Центре Американского онкологического общества в Атланте, штат Джорджия. ACS публикует журналы Cancer,  (англ. CA (journal)), Cancer Cytopathology.

## История
Общество было основано 22 мая 1913 года десятью врачами и пятью бизнесменами в Нью-Йорке под названием «Американское общество по борьбе с раком (ASCC). Новое (нынешнее) название было принято в 1944 году.
На момент основания Общества не считалось уместным публично упоминать слово «рак», сама болезнь сопровождалась атмосферой страха и замалчивания. Только в Соединенных Штатах ежегодно от рака умирает более 75 000 человек. Поэтому главным пунктом повестки дня основателей было повышение осведомленности о раке, далее — переход к развитию финансирования исследований. Была проведена обширная кампания по информированию врачей, медсестер, пациентов и членов их семей о раке. Были написаны статьи для популярных массовых и профессиональных журналов. ASCC также начала издавать свой собственный журнал «Campaign Notes» — ежемесячный бюллетень с информацией о раке.
В 1936 году Марджори Иллиг, представитель ASCC на местах, предложила создать сеть, состоящую из новых добровольцев, с целью ведения «войны с раком». С 1935 по 1938 год число людей, вовлеченных в борьбу с раком в США, выросло с 15 000 до 150 000. Согласно Working to Give, «Женская полевая армия» — группа добровольцев, работающих на ASCC — была в первую очередь ответственна за это увеличение. Символ меча, принятый Американским онкологическим обществом в 1928 году, был разработан Джорджем Э. Дюрантом из Бруклина, штат Нью-Йорк. По словам Дюранта, две змеи, образующие рукоять, представляют научную и медицинскую направленность миссии общества, а лезвие выражает «дух крестового похода движения по борьбе с раком».
В 1966 году Соединенные Штаты стали первой страной в мире, потребовавшей размещать предупреждение о вреде для здоровья на пачках сигарет. В 1973 году табачная промышленность согласилась не размещать рекламу на рекламных щитах и в кинотеатрах, однако первые предупреждения о вреде для здоровья были напечатаны на пачках сигарет только в 1974 году. Не все производители были согласны с этой политикой. В 1973 году помощник директора по исследованиям табачной компании R.J. Reynolds написал внутренний меморандум о новых марках сигарет для молодежного рынка. Он заметил, что «психологически в восемнадцать лет человек бессмертен», и предположил, что «желание быть смелым является частью мотивации начать курить <...> в этом смысле этикетка на упаковке является плюсом».
В 2012 году Американское онкологическое общество собрало 934 миллиона долларов и потратило 943 миллиона долларов, что вынудило их к реорганизации и выработке плана по сокращению расходов в 2013 году. Было принято решение централизовать денежные операции, вследствие чего региональные филиалы были объединены в единую сеть, подконтрольную во всех основных вопросах Главному штабу. Помимо дальнесрочных преимуществ, это решение повлекло ряд краткосрочных неудобств, например, реорганизация потребовала, чтобы все сотрудники повторно подали заявления о приеме на работу.
В 2021 году главным исполнительным директором была назначена Карен Э. Кнудсен. Она стала первой женщиной, возглавившей организацию в качестве генерального директора.

## Мероприятия и распределение средств

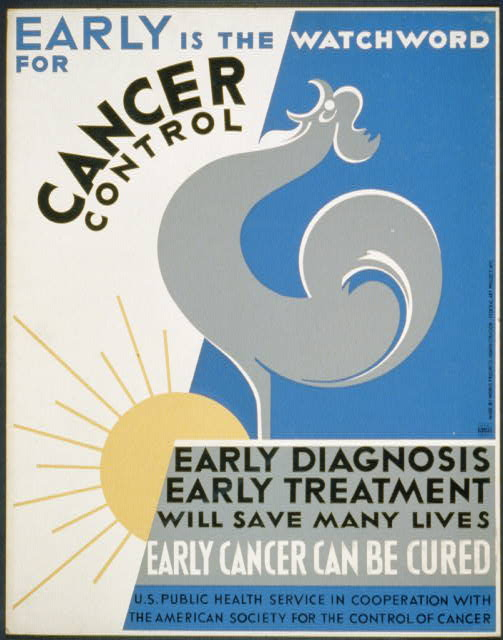
Плакат Американского общества по борьбе с раком 1938 года

Деятельность Американского онкологического общества включает в себя:
- предоставление грантов исследователям, в том числе финансирование 49 ученых — лауреатов Нобелевской премии[12];
- обнаружение связи между курением и раком[4];
- обслуживание миллиона абонентов каждый год через Национальный информационный центр по вопросам рака[13].

Среди лауреатов Нобелевской премии: Джеймс Д. Уотсон, Марио Капекки, Оливер Смитис, Пол Берг, Э. Донналл Томас и Уолтер Гилберт. 
Веб-сайт Американского онкологического общества содержит хронологический список конкретных достижений в борьбе с раком, включая финансирование ученых, которые открывали и продолжают открывать спасающие жизни методы лечения рака, а также пропаганду широкого использования профилактических мероприятий и методов выявления болезни на ранних стадиях.
Американское онкологическое общество также проводит рекламные кампании в области общественного здравоохранения и организует такие проекты, как «Эстафета жизни» и «Великий американский перекур». Общество управляет сетью благотворительных магазинов, доходы которых идут в бюджет ACS. Организация также участвует в программе Хопкинса по борьбе с раком, 4000-мильном велопробеге из Балтимора в Сан-Франциско, чтобы собрать деньги для сообщества «Ложа Надежды».
В распределении средств Общества на финансовый год, заканчивающийся 31 декабря 2019 года, 79% средств выделено на программные услуги (Поддержка пациентов — 36%, исследования — 19%, профилактика — 14%, выявление и лечение — 10%). Остальные 21% выделяются на вспомогательные услуги (сбор средств — 17%, общее администрирование — 4%). Это соответствует стандартам отчетности благотворительного бюро Better Business Bureau: Стандарт 8 (соотношение расходов на обслуживание программы) составляет не менее 65% от общих расходов, потраченных на мероприятия программы.
В 2020 году Американское онкологическое общество запустило серию благотворительных онлайн-трансляций Gamers Vs Cancer, в которых участвуют профессиональные игровые стримеры в прямом эфире.

## Финансовые показатели
Согласно статистике, задекларированной в Налоговом управлении США, динамика доходов и расходов ACS за 2018-2020 годы (суммы указаны в миллионах долларов США): 
| год    | 2018 | 2019 | 2020 |
| ------ | ---- | ---- | ---- |
| доход  | 770  | 720  | 590  |
| расход | 760  | 730  | 580  |

Налоговое управление США значительно задерживается с обработкой ежегодных налоговых деклараций некоммерческих организаций (формы 990). В результате оценка подотчетности и финансов Американского онкологического общества за 2021 год не актуализирована и не опубликована. На основании отчетов Налогового управления журнал Accountability & Finance beacon присвоило ACS 82% рейтинга доверия, согласно информации с официального сайта Общества. 

## Оценка деятельности и критика

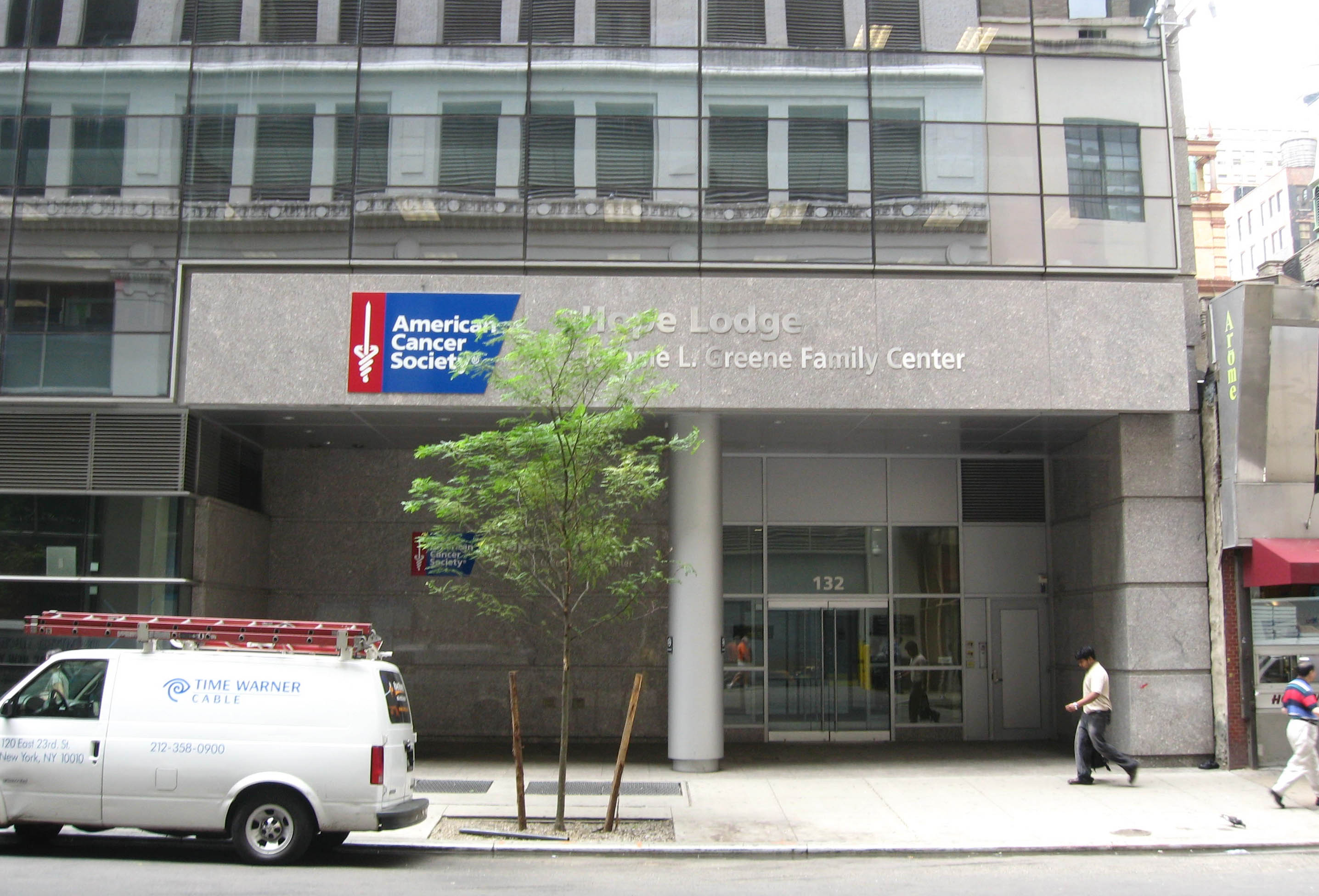
Здание «Ложа Надежды» Американского онкологического общества на Манхэттене

В 1994 году некоммерческое отраслевое издание Хроника филантропии опубликовало результаты крупнейшего исследования популярности и авторитета благотворительных и некоммерческих организаций, проведенного NYE Lavalle & Associates. Исследование показало, что Американское онкологическое общество заняло 10-е место среди «самых популярных благотворительных / некоммерческих организаций в Америке» из более чем 100 исследованных благотворительных организаций. Better Business Bureau оценивает Американское онкологическое общество как аккредитованную благотворительную организацию, соответствующую всем стандартам подотчетности благотворительной деятельности по состоянию на январь 2012 года.
В 1995 году Аризонское отделение Американского онкологического общества подверглось критике из-за чрезвычайно высоких накладных расходов. Два экономиста, Джеймс Беннетт и Томас ДиЛоренцо, опубликовали отчет, анализирующий финансовую отчетность отделения и демонстрирующий, что отделение в Аризоне использовало около 95% своих пожертвований для выплаты заработной платы и других накладных расходов, в результате чего соотношение накладных расходов к фактическим деньгам, потраченным на благотворительную деятельность, составило 22 к 1. В отчете также утверждалось, что в годовом отчете отделения в Аризоне была сфальсифицирована сумма, потраченная на обслуживание пациентов — данные в отчете расходились с реальными более чем в 10 раз. Американское онкологическое общество прокомментировало ситуацию, отрицая факт мошенничества и сообщая, что экономисты, опубликовавшие отчет, работали на группу, финансируемую табачной промышленностью.
Джон Р. Сеффрин, бывший генеральный директор Американского онкологического общества, получил годовую зарплату в размере более чем  2,5 миллиона долларов США за 2009 — 2010 финансовый год, что стало второй по величине выплатой, когда либо сделанной благотворительной организацией ее руководителю. При этом, согласно официальным данным на сайте Общества, текущий генеральный директор Гари М. Риди получил и задекларировал годовую зарплату в размере 937,478 долларов США за 2020 год.
Американское онкологическое общество также подвергалось критике в 2011 году за отказ в участии Фонда Beyond Belief в мероприятии «Эстафета жизни» — администрация посчитала, что участие религиозной организации в медицинском мероприятии неуместно.